# Aurícula dreta
L'aurícula dreta és una de les quatre cambres del cor. Rep la sang venosa de les dues venes caves i la condueix cap al ventricle dret.

## Configuració interna
- Cara superior: presenta a la seva part posterior l'orifici de la vena cava superior (avalvular)
- Cara posterior: presenta un relleu muscular (torus – eminència - de Lower, també anomenat tubercle venós o tubercle intercaval, ja que es troba entre els orificis de la vena cava superior i de la vena cava inferior)
- Cara inferior: presenta l'orifici de la vena cava inferior (hi ha la vàlvula d'Eustaqui, que només tapa parcialment l'orifici). Per davant, però per dintre (anteromedial) respecte a l'orifici s'hi troba l'orifici del si coronari, que presenta la vàlvula de Tebesius, la qual també només tapa parcialment l'orifici.
- Cara externa: presenta unes crestes musculars (crestes o músculs pectinis). Es continua cap a davant i cap a dintre formant l'orelleta dreta.
- Cara anterior: presenta l'orifici auriculoventricular dret o orifici tricuspidi, en el qual s'hi troba la vàlvula tricúspide
- Cara interna o septal (es correspon amb l'envà interauricular): hi apreciem una depressió de morfologia oval (fossa oval), delimitada per un relleu muscular (limbe de la fossa oval o anell de Vieussens)